# Ellipteroides (Protogonomyia) adrastea
Ellipteroides (Protogonomyia) adrastea is een tweevleugelige uit de familie steltmuggen (Limoniidae). De soort komt voor in het Palearctisch gebied.